# Weri
Weri is een bestuurslaag in het regentschap Flores Timur van de provincie Oost-Nusa Tenggara, Indonesië. Weri telt 2471 inwoners (volkstelling 2010).